# WikiSky
SKY-MAP.ORG (sau WikiSky.org) este un wiki și o hartă interactivă a cerului care acoperă peste o jumătate de miliard de obiecte cerești. Utilizatorii pot vedea întregul cer înstelat simultan și să zoomeze pentru a vedea diferite zone mai ]n detaliu. WikiSky cuprinde numeroase stele, galaxii, constelații și planete, dar este încă în dezvoltare. Utilizatorii pot și să modifice informațiile despre diferite stele prin redactare de articole, adăugiri de legături Internet, teleîncărcări și creare de grupuri de interes speciale pentru sarcini specifice.

## Software
Utilizatorul poate naviga pe cer fie în modul hartă, fie în modul SDSS. În fiecare mod, utilizatorul poate accesa numele și o scurtă descriere a obiectelor vizibile. Acesta poate fi folosit pentru a accesa informații mai detaliate, inclusiv articole și imagini.
SKY-MAP.ORG are, de asemenea, propriul API, astfel încât codul poate fi scris pentru a accesa hărți, informații despre obiect și date SDSS. API-ul are mai multe funcționalități decât folosește în prezent partea interactivă a site-ului.

## Drepturile de autor ale imaginilor Wikisky
Unele imagini Wikisky, cum ar fi Digitized Sky Survey (DSS2) și Sloan Digital Sky Survey (SDSS) sunt pentru „utilizare necomercială”. Drepturile DSS sunt deținute de diferite instituții. Datele SDSS sunt și ele pentru „utilizare necomercială”.
Imaginile de la Hubble (HST), Spitzer (infraroșu) sau de la telescopul spațial Galaxy Evolution Explorer (ultraviolet) sunt „PD-National Aeronautics and Space Administration-USgov”.

## Hărți similare
- WorldWide Telescope
- Stellarium
- Google Sky